# Иловлинка
Иловлинка — исчезнувшее село в Камышинском районе Волгоградской области. Основано как немецкая колония Лейхтлинг в 1767 году.
Село располагалось в пределах Приволжской возвышенности, на левом берегу реки Иловли, в 56 км к северу от города Камышин.

## Название
Немецкое название — Лейхтлинг (нем. Leichtling). Названа по фамилии первого старосты (форштегера). По указу от 26 февраля 1768 года о наименованиях немецких колоний получила официальное название Иловля.

## История
Основано 14 мая 1767 года. Основатели — 39 семей, выходцы из Майнца, Бамберга и Баварии. До 1917 года входила в состав Каменского колонистского округа, после 1871 года Каменской волости, с 1895 года — Семёновской, а после её объединения с Иловлинской, Умётской волости Камышинского уезда, Саратовской губернии.
Церковная община относилась сначала к католическому приходу Семёновка, затем — Гильдман; на рубеже XIX—XX вв. был образован самостоятельный приход Лейхтлинг. Деревянная церковь была построена в 1850 году.
В 1857 году земельный фонд составлял 1658 десятины, в 1910 году — 5133 десятины. С 1877 года действовала земская школа, имелись мельница, маслобойня, кузница, врачебный пункт. Во второй половине XIX века активизировались эмиграционные настроения: в 1861 году 2 семьи выехали в Кубанскую область, в 1884 году 12 семей в Самарскую губернию, в 1886 году — 6 семей в Южную Америку.
После установления советской власти немецкое село сначала Нижне-Иловлинского района Голо-Карамышского уезда Трудовой коммуны (Области) немцев Поволжья, с 1922 года — Каменского, а с 1935 года — Добринского кантона Республики немцев Поволжья; административный центр Лейхтлингского сельского совета (в 1926 году в сельсовет входило одно село Лейхтлинг).
В голод 1921 года родилось 69 человек, умерло — 217. В 1926 году действуют начальная школа, кооперативная лавка, сельскохозяйственное кооперативное товарищество, изба-читальня.
В 1927 году постановлением ВЦИК «Об изменениях в административном делении Автономной С. С. Р. Немцев Поволжья и о присвоении немецким селениям прежних наименований, существовавших до 1914 года» селу Иловля Каменского кантона возвращено название Лейхтлинг.
28 августа 1941 года был издан Указ Президиума ВС СССР о переселении немцев, проживающих в районах Поволжья, немецкое население депортировано. Указом Президиума Верховного Совета СССР от 7 сентября 1941 года село, как и другие населённые пункты Добринского кантона (переименован в Нижне-Добринский район), передано Сталинградской области, впоследствии переименовано в село Иловлинка. В 1950 году в связи с ликвидацией Нижне-Добринского района включено в состав Камышинского района.
Населённый пункт исключён из учётных данных Постановлением Волгоградской областной Думы от 18 октября 2007 года № 11/726.

## Население
Динамика численности населения по годам:
| 1767 | 1773 | 1788 | 1798 | 1816 | 1834 | 1850 | 1859 | 1865 | 1883 | 1897 | 1905 | 1911 | 1920 | 1922 | 1926 | 1931 | 1987 | 2002 |
| ---- | ---- | ---- | ---- | ---- | ---- | ---- | ---- | ---- | ---- | ---- | ---- | ---- | ---- | ---- | ---- | ---- | ---- | ---- |
| 143  | 188  | 259  | 300  | 398  | 677  | 963  | 919  | 940  | 1291 | 1451 | 1836 | 2383 | 2038 | 1297 | 1394 | 1627 | 10   | 0    |